# Fundación Pastor
La Fundación Pastor de Estudios Clásicos es una entidad privada sin ánimo de lucro de carácter benéfico-docente creada en Madrid y dedicada a promover en España los estudios sobre las fuentes greco-romanas de la civilización occidental en todos sus ámbitos. La Fundación se constituyó en Madrid el 16 de mayo de 1954 y fue reconocida y aprobada por Orden Ministerial de 21 de diciembre de 1954, publicada en el Boletín Oficial del Estado el 2 de enero de 1955. La Fundación Pastor tiene su sede social en la calle Serrano 107 de Madrid.

## Actividades
Como corresponde a su objeto principal, la Fundación Pastor organiza cursos y ciclos de conferencias que versan sobre temas filológicos o histórico-culturales relacionados con la Antigüedad Clásica y su recepción. La Fundación ha organizado alrededor de quinientas conferencias, en las que han intervenido, entre otros, R. Syme, W. Schadewaldt, P. Grimal, J. Chadwick, S. Marinatos, R. Menéndez Pidal y muchos otros profesores.
Desde 1994, la mayoría de las conferencias se celebran en el marco de ciclos a los que el Ministerio de Educación y Ciencia reconoce créditos de formación para los profesores de Enseñanza Secundaria y de Bachillerato matriculados, en virtud del convenio de colaboración prorrogado anualmente. 
Además de esto, la Fundación Pastor ha publicado cuarenta y cinco volúmenes hasta 2008 sobre temas relacionados con la Antigüedad clásica, todos menos dos en la serie de Cuadernos de la Fundación Pastor.

## Premios
La Fundación Pastor otorga anualmente desde 1989 los Premios Pastor para tesis doctorales y para memorias de licenciatura, tesinas o trabajos de investigación de tercer ciclo, sobre temas clásicos y humanísticos. El número y la dotación de los premios ha variado a lo largo del tiempo: actualmente hay un premio para tesis doctorales y otro para tesinas y se ha convertido en un galardón de referencia en los estudios de filología clásica en España. Algunas tesis premiadas han sido publicadas por la Fundación.

## Instalaciones y Biblioteca
- El edificio que alberga la Fundación Pastor dispone de una sala de conferencias con aforo para setenta y seis personas, de una sala de reuniones para quince personas, de biblioteca y de varios despachos.
- Entre estas instalaciones destaca la Biblioteca, que contiene más de diez mil volúmenes exentos y unos dos mil volúmenes de revistas. Por su valor ocupa un puesto destacado el fondo procedente de la donación de Pablo Jordán de Urries, en parte constituido por ediciones de textos clásicos de los siglos XVII, XVIII y XIX.

## Fondo de Papiros «Papyri Matritensis»
La Fundación Pastor es depositaria de la colección de Papyri Matritenses, formada por 348 papiros egipcios en griego y en copto que datan de entre los siglos II a. C. y VII d. C. La colección tiene su origen en la donación indirecta del fondo Pénélope Photiadès (Ginebra) gracias a las gestiones de Manuel Fernández-Galiano. Se trata, junto con los papiros conservados en la Abadía del Monasterio de Montserrat, del fondo papirológico más destacado de España. Todos los papiros se encuentran custodiados en la biblioteca de la Fundación Pastor, salvo uno, que contiene varios capítulos de las Profecías de Ezequiel del Antiguo Testamento, actualmente en depósito en la Biblioteca Nacional de España. 